# Rasmussen
Rasmussen ist ein Familienname.

## Herkunft und Bedeutung
Rasmussen ist ein patronymisch gebildeter dänischer und norwegischer Familienname mit der Bedeutung „Sohn des Rasmus“.

## Namensträger

### Künstlername
- Rasmussen (Sänger) (* 1985), dänischer Sänger

### A
- Aage Rasmussen (1889–1983), dänischer Geher und Fotograf
- Agnete Munk Rasmussen (* 1967), dänische Opernsängerin (Sopran)
- Alec Rasmussen (* 1997), australischer Hockeyspieler
- Alex Rasmussen (* 1984), dänischer Radrennfahrer
- Allan Stig Rasmussen (* 1983), dänischer Schachspieler
- Anders Rasmussen (Rennfahrer) (* 1968), dänischer Motorradrennfahrer
- Anders Rasmussen (Cricketspieler) (* 1975), dänischer Cricketspieler
- Anders Rasmussen (Fußballspieler) (* 1976), dänischer Fußballspieler
- Anders Bo Rasmussen (Sänger) (* um 1985), dänischer Musiker
- Anders Bo Rasmussen (Gitarrist) (The Shadow; * um 1985), dänischer Musiker
- Anders Fogh Rasmussen (* 1953), dänischer Politiker und ehemaliger NATO-Generalsekretär
- Anders Skaarup Rasmussen (* 1989), dänischer Badmintonspieler
- Andreas Rasmussen (1893–1967), dänischer Hockeyspieler
- Anna Rasmussen, US-amerikanische Drehbuchautorin und Filmschauspielerin
- Anne Rasmussen (* 1974), dänische Politikwissenschaftlerin
- Anne Rasmussen (Samoa), samoanische Diplomatin
- Arne Skafte Rasmussen (1912–1994), deutsch-dänischer Industrieller

### B
- Benjamin Boe Rasmussen (* 1966), dänischer Schauspieler
- Bjørn Rasmussen (1885–1962), dänischer Fußballspieler
- Bodil Steen Rasmussen (* 1957), dänische Ruderin
- Brigitte Rasmussen (* 1994), Schwimmerin von den Amerikanischen Jungferninseln

### C
- Carl Rasmussen (1841–1893), dänischer Maler
- Carl Christian Rasmussen (1890–1992), US-amerikanischer lutherischer Geistlicher und Theologe
- Christian Rasmussen (Politiker, 1815) (1815–1894), dänischer Politiker
- Christian Rasmussen (Missionar) (1846–1918), dänischer Missionar in Grönland, Autor, Philologe und Pastor
- Christian Rasmussen (Politiker, 1898) (1898–1970), dänischer Politiker
- Christian Rasmussen (Rennfahrer) (* 2000), dänischer Rennfahrer
- Christian Rasmussen (Fußballspieler) (* 2003), dänischer Fußballspieler
- Claus Rasmussen (* 1957), dänischer Radrennfahrer

### D
- Dale Rasmussen (* 1977), samoanischer Rugby-Union-Spieler
- David Rasmussen (* 1976), dänischer Fußballspieler
- David Tab Rasmussen (1958–2014), US-amerikanischer Paläo-Primatologe und -Anthropologe
- Dennis Rasmussen (Baseballspieler) (* 1959), US-amerikanischer Baseballspieler
- Dennis Rasmussen (Eishockeyspieler) (* 1990), schwedischer Eishockeyspieler
- Dennis Rasmussen (Schiedsrichter) (* 1990), dänischer Fußballschiedsrichterassistent

### E
- Ebbe Kjeld Rasmussen (1901–1959), dänischer Kernphysiker
- Einar Rasmussen (* 1956), norwegischer Kanute
- Ejnar Mindedal Rasmussen (1892–1975), dänischer Künstler
- Elton Rasmussen (1936–1978), australischer Rugby-League-Spieler
- Eivind Rasmussen (1894–1977), norwegischer Leichtathlet
- Emil Rasmussen (1873–1956), dänischer Schriftsteller
- Erik Rasmussen (Fußballspieler) (* 1960), dänischer Fußballspieler und -trainer
- Erik Rasmussen (Eishockeyspieler) (* 1977), US-amerikanischer Eishockeyspieler
- Erik Veje Rasmussen (* 1959), dänischer Handballspieler und -trainer

### F
- Finn Rasmussen (1920–2015), dänischer Kanute
- Flemming Rasmussen (* 1958), dänischer Musikproduzent

### G
- Georg Anton Rasmussen (1842–1914), norwegischer Maler
- Gustav Rasmussen (1895–1953), dänischer Diplomat und Politiker

### H
- Halfdan Rasmussen (1915–2002), dänischer Dichter
- Hans Werner Skafte Rasmussen (1906–1945), deutscher Industrieller
- Hedevig Rasmussen-Gjørling (1902–1985), dänische Schwimmerin
- Hedvig Lærke Rasmussen (* 1993), dänische Ruderin
- Helmuth Leif Rasmussen (1925–2022), dänisches SS-Mitglied und KZ-Wächter, siehe Helmut Rasbol
- Henning Rasmussen (1926–1997), dänischer Gewerkschafter und Politiker (Socialdemokraterne), Minister und Präsident des Folketing
- Henriette Rasmussen (1950–2017),  grönländische Politikerin, Diplomatin, Journalistin, Lehrerin, Frauenrechtlerin, Menschenrechtlerin und Dolmetscherin
- Henrik Rasmussen (1887–1969), dänischer Turner
- Henrik Fogh Rasmussen (* 1979), US-amerikanischer Unternehmer und Autor
- Henry Rasmussen (1877–1959), deutscher Yachtkonstrukteur und Werftengründer
- Hugo Rasmussen (1941–2015), dänischer Jazzbassist

### I
- Ingeborg Rasmussen (* 1960), norwegische Kanutin

### J
- Jack Rasmussen (* 1923), dänischer Ringer
- Jacob Rasmussen (Schauspieler) (* 1981), dänischer Schauspieler
- Jacob Rasmussen (Fußballspieler) (* 1997), dänischer Fußballspieler
- Jacob Moe Rasmussen (* 1975), dänischer Radrennfahrer
- Jakob Rasmussen (1871–1924), grönländischer Landesrat
- Janne Rasmussen (* 1970), dänische Fußballspielerin
- Jens B. Rasmussen (1947–2005), dänischer Herpetologe
- Jens Elmegård Rasmussen († 2013), dänischer Linguist
- Johan Rasmussen (* 1970), schwedischer Skispringer
- Johanna Rasmussen (* 1983), dänische Fußballspielerin
- John Rasmussen (* 1926), US-amerikanischer Physiker
- Jonas Rasmussen (* 1977), dänischer Badmintonspieler
- Jonas Poher Rasmussen (* 1981), dänisch-französischer Filmregisseur und Drehbuchautor
- Jonas Flodager Rasmussen (* 1985), dänischer Sänger, siehe Rasmussen (Sänger)
- Jørgen Rasmussen (Fußballspieler, 1937) (* 1937), dänischer Fußballspieler
- Jørgen Rasmussen (Fußballspieler, 1945) (* 1945), dänischer Fußballspieler
- Jørgen Frank Rasmussen (1930–2009), dänischer Radrennfahrer.
- Jørgen Nybo Rasmussen (* 1929), dänischer Historiker und Archivar
- Jørgen Skafte Rasmussen (1878–1964), dänischer Ingenieur und Industrieller
- Juliane Rasmussen (* 1979), dänische Ruderin

### K
- Karen Maud Rasmussen (1906–1994), dänische Schwimmerin
- Kjeld Rasmussen (1954–2025), dänischer Sportschütze
- Kjell Rasmussen (1927–2023), norwegischer Diplomat
- Knud Rasmussen (1879–1933), dänischer Polarforscher und Ethnologe
- Kyle Rasmussen (* 1968), US-amerikanischer Skirennläufer

### L
- Lars Rasmussen (* 1976), dänischer Handballspieler
- Lars Løkke Rasmussen (* 1964), dänischer Politiker

### M
- Mads Rasmussen (* 1981), dänischer Ruderer
- Malene Vahl Rasmussen (* 1994), grönländische Politikerin (Demokraatit)
- Manon Rasmussen (* 1951), dänische Kostümdesignerin
- Marianne Rasmussen (* 1972), dänische Badmintonspielerin
- Marie Bagger Rasmussen (* 1972), dänische Leichtathletin
- Martha Rasmussen (* 2002), dänische Leichtathletin
- Mathias Rasmussen (Fußballspieler) (* 1997), norwegischer Fußballspieler
- Mathias Hebo Rasmussen (* 1995), dänischer Fußballspieler
- Max Rasmussen (* 1945), dänischer Fußballspieler
- Mette Rasmussen (* ≈1980), dänische Jazz- und Improvisationsmusikerin
- Michael Rasmussen (* 1974), dänischer Radrennfahrer
- Michael Rasmussen (Eishockeyspieler) (* 1999), kanadischer Eishockeyspieler
- Michelle Rasmussen (* 1976), dänische Badmintonspielerin
- Mogens Rasmussen (* 1953), dänischer Ruderer
- Moritz Rasmussen (1878–1965), dänischer Leichtathlet und Sportfunktionär
- Morten Rasmussen (Fußballspieler, 1980) (* 1980), dänischer Fußballspieler
- Morten Rasmussen (Fußballspieler, Januar 1985) (Duncan; * 1985), dänischer Fußballspieler
- Morten Rasmussen (Fußballspieler, März 1985) (* 1985), dänischer Fußballspieler

### N
- Naomi-Lee Fischer-Rasmussen (* 1984), australische Boxerin
- Neringa Morozaitė-Rasmussen (* 1979), litauische Politikerin
- Nicholas Rasmussen, Direktor des National Counterterrorism Center unter Barack Obama und Donald Trump
- Nicolai Julius Rasmussen (1777–1824), dänischer Kaufmann und Inspektor von Grönland
- Niels Rasmussen (1922–1991), dänischer Ruderer
- Norman Rasmussen (1927–2003), US-amerikanischer Physiker

### O
- Ole Rasmussen (Fußballspieler, 1952) (* 1952), dänischer Fußballspieler
- Ole Rasmussen (Fußballspieler, 1960) (* 1960), dänischer Fußballspieler
- Ole Riber Rasmussen (1955–2017), dänischer Sportschütze
- Oliver Rasmussen (* 2000), dänischer Automobilrennfahrer
- Oskar Vind Rasmussen (* 2000), dänischer Handballspieler
- Otto Rasmussen (1845–nach 1912), deutscher Bildhauer
- Ove Skafte Rasmussen (1909–1995), deutsch-dänischer Industrieller

### P
- Pamela C. Rasmussen (* 1959), US-amerikanische Ornithologin
- Per Rasmussen (* 1959), dänischer Ruderer
- Peter Rasmussen (Landwirt) (1901–1982), deutsch-dänischer Landwirt
- Peter Rasmussen (Musiker) (1906–1992), dänischer Jazz-Posaunist und Bandleader
- Peter Rasmussen (Leichtathlet), dänischer Leichtathlet
- Peter Rasmussen (Fußballspieler) (* 1967), dänischer Fußballspieler
- Peter Rasmussen (Badminton) (* 1974), dänischer Badmintonspieler
- Peter Rasmussen (Schiedsrichter) (* 1975), dänischer Fußballschiedsrichter
- Peter Rasmussen (E-Sportler) (* 1993), dänischer E-Sportler
- Peter Rasmussen (Filmemacher), australischer Drehbuchautor, Produzent und Regisseur
- Peter Rasmussen (Schauspieler), australischer Schauspieler
- Pipaluk Lynge-Rasmussen (* 1984), grönländische Politikerin (Inuit Ataqatigiit)
- Poul Rasmussen (Fechter) (1896–1966), dänischer Fechter
- Poul Åge Rasmussen (1925–2000), dänischer Fußballspieler
- Poul Nyrup Rasmussen (* 1943), dänischer Politiker (Socialdemokraterne) und Politikwissenschaftler
- Preben Rasmussen (* 1941), dänischer Boxer

### R
- Rasmus Rasmussen (1871–1962), färöischer Pädagoge und Schriftsteller
- Rasmus Rasmussen (Turner) (1899–1974), dänischer Turner
- Rie Rasmussen (* 1978), dänische Schauspielerin
- Roger Rasmussen, norwegischer Musiker, siehe Nattefrost
- Roger Rasmussen (Poolbillardspieler) (* 1983), norwegischer Poolbillardspieler
- Rudolf Rasmussen (1918–1993), dänischer Radrennfahrer

### S
- Sebastian Rasmussen (* 2002), dänisch-philippinischer Fußballspieler
- Sebastian Maddock Rasmussen (* 2004), dänischer Eishockeyspieler
- Sibylle Rasmussen (* 1973), deutsch-dänische Schauspielerin und Synchronsprecherin
- Sigrid Horne-Rasmussen (1915–1982), dänische Schauspielerin
- Sørenn Rasmussen (* 1976), dänischer Handballtorwart
- Steen Rasmussen (Leichtathlet) (1888–??), dänischer Langstreckenläufer
- Steen Rasmussen (Physiker) (* 1955), dänischer Physiker
- Steen Rasmussen (Musiker) (* 1968), dänischer Jazzmusiker
- Steen Eiler Rasmussen (1898–1990), dänischer Architekt und Stadtplaner
- Stefan Rasmussen (1880–1951), dänischer Fußballspieler
- Steffen Rasmussen (Fußballspieler) (* 1982), dänischer Fußballspieler
- Steffen Rasmussen (Badminton) (* 1991), dänischer Badmintonspieler
- Sunleif Rasmussen (* 1961), färöischer Komponist
- Svein Rasmussen (* 1963), norwegischer Selger
- Svend Erik Rasmussen (1923–1972), dänischer Pastor und Propst

### T
- Theodore Rasmussen (1910–2002), kanadischer Neurologe
- Thomas Rasmussen (* 1977), dänischer Fußballspieler
- Thomas Reinholdt Rasmussen (* 1972), dänischer lutherischer Geistlicher
- Thue Ersted Rasmussen (* 1985), dänischer Schauspieler
- Tina Rasmussen (* 1980), dänische Fußballspielerin
- Tine Rasmussen (* 1979), dänische Badmintonspielerin
- Tobias Rasmussen (* 1996), dänischer Tischtennisspieler
- Tone Rasmussen (* 1968), norwegische Kanutin
- Troels Rasmussen (* 1961), dänischer Fußballspieler

### V
- Viktor Rasmussen (1882–1956), dänischer Turner

### W
- Willy Rasmussen (1937–2018), norwegischer Speerwerfer
- Willy Rasmussen (Weitspringer) (1910–1958), dänischer Weitspringer, Dreispringer und Zehnkämpfer